# Rusland op de Olympische Winterspelen 2010

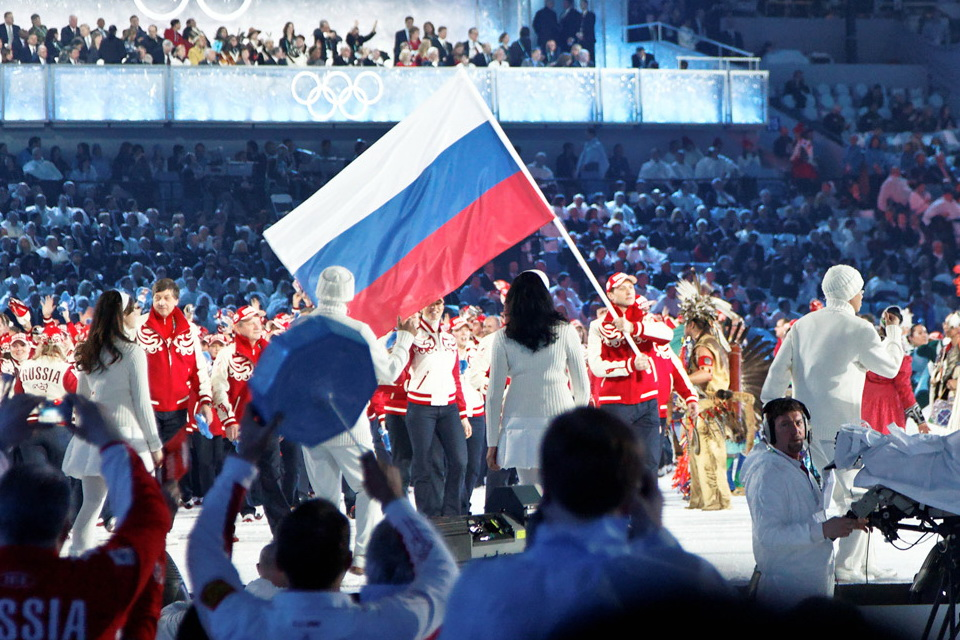
Het Russische team bij de opening

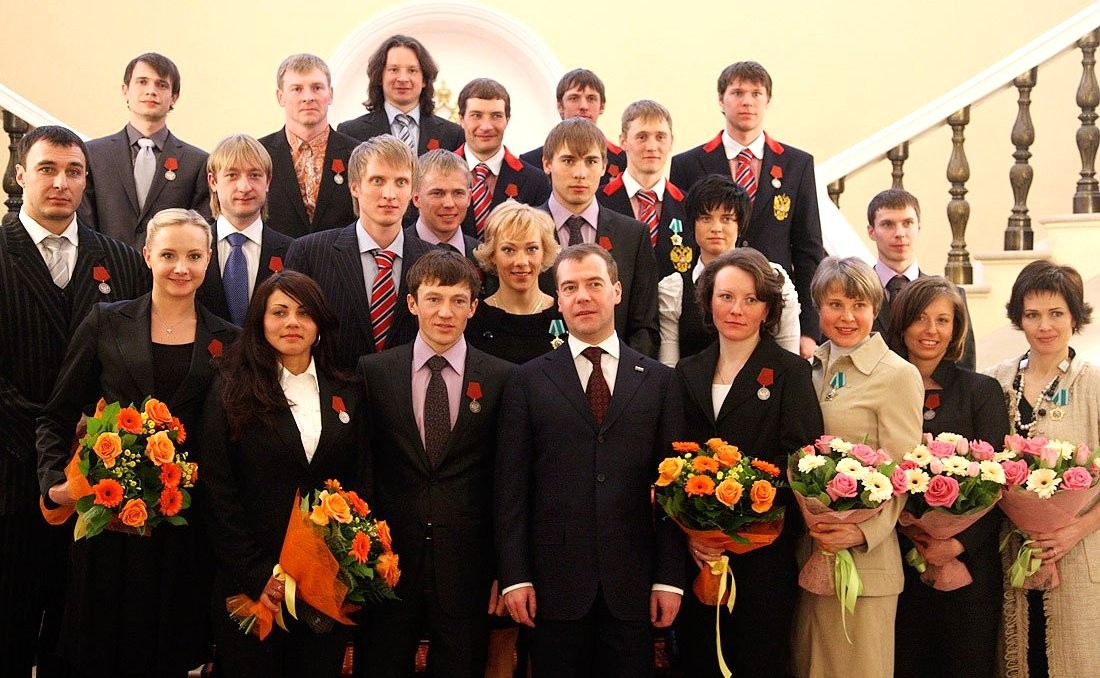
Olympische medaillewinnaars bij ontvangst door president Medvedev, 15 maart 2010

Tijdens de Olympische Winterspelen van 2010, die in Vancouver (Canada) werden gehouden, nam Rusland voor de vijfde keer deel aan de Winterspelen.

## Medailleoverzicht
| Sport          | Olympiër                                                               | Discipline                      | Medaille |
| -------------- | ---------------------------------------------------------------------- | ------------------------------- | -------- |
| Biatlon        | Jevgeni Oestjoegov                                                     | 15 km massastart (m)            | Goud     |
| Biatlon        | Svetlana Sleptsova Anna Bogali-Titovets Olga Medvedtseva Olga Zajtseva | 4×6 km estafette (v)            | Goud     |
| Langlaufen     | Nikita Krjoekov                                                        | sprint individueel klassiek (m) | Goud     |
| Biatlon        | Olga Zajtseva                                                          | 12,5 km massastart (v)          | Zilver   |
| Kunstschaatsen | Jevgeni Pljoesjtsjenko                                                 | mannen                          | Zilver   |
| Langlaufen     | Aleksandr Panzjinski                                                   | sprint individueel klassiek (m) | Zilver   |
| Schaatsen      | Ivan Skobrev                                                           | 10.000 m (m)                    | Zilver   |
| Snowboarden    | Jekaterina Iljoechina                                                  | parallel reuzenslalom (v)       | Zilver   |
| Biatlon        | Ivan Tsjerezov Anton Sjipoelin Maksim Tsjoedov Jevgeni Oestjoegov      | 4× 7,5 km estafette (m)         | Brons    |
| Bobsleeën      | Aleksandr Zoebkov Aleksej Vojevoda                                     | tweemansbob (m)                 | Brons    |
| Kunstschaatsen | Oksana Domnina Maksim Sjabalin                                         | ijsdansen                       | Brons    |
| Langlaufen     | Nikolaj Morilov Aleksej Petoechov                                      | teamsprint (m)                  | Brons    |
| Langlaufen     | Irina Chazova Natalja Korosteleva                                      | teamsprint (v)                  | Brons    |
| Schaatsen      | Ivan Skobrev                                                           | 5000m (m)                       | Brons    |
| Skeleton       | Aleksandr Tretjakov                                                    | mannen                          | Brons    |

## Deelnemers en resultaten

### Alpineskiën
| Olympiër              | Discipline          | Resultaat | Prestatie                          |
| --------------------- | ------------------- | --------- | ---------------------------------- |
| Aleksandr Choroshilov | Afdaling (m)        | 45e       | 1.59.21 (+4,90)                    |
| Aleksandr Choroshilov | Slalom (m)          | 23e       | 1.42,82 (+3,50) — 50,50+52,32      |
| Aleksandr Choroshilov | Reuzenslalom (m)    | 38e       | 2.45,36 (+7,53) — 1.21,28+1.24,08  |
| Aleksandr Choroshilov | Supercombinatie (m) | 21e       | 2.49,28 (+4,36) — 1.56,77+52,51    |
| Aleksandr Choroshilov | Super G (m)         | 28e       | 1.32,84 (+2,50)                    |
| Sergej Maitakov       | Reuzenslalom (m)    | 42e       | 2.45,66 (+7,83) — 1.21,13+1.24,53  |
| Sergej Maitakov       | Slalom (m)          | DNF       | DNF-1                              |
| Sergej Maitakov       | Super G (m)         | DNF       | DNF                                |
| Stepan Zoejev         | Afdaling (m)        | 54e       | 2.00,58 (+6,27)                    |
| Stepan Zoejev         | Reuzenslalom (m)    | 64e       | 2.59,73 (+21,90) — 1.26,32+1.33,41 |
| Stepan Zoejev         | Slalom (m)          | DNF       | DNF-1                              |
| Stepan Zoejev         | Supercombinatie (m) | 23e       | 2.49,75 (+4,83) — 1.57,23+52,52    |
| Stepan Zoejev         | Super G (m)         | 36e       | 1.34,13 (+3,79)                    |
|                       |                     |           |                                    |
| Jelena Prosteva       | Afdaling (v)        | 26e       | 1.50,07 (+5,88)                    |
| Jelena Prosteva       | Reuzenslalom (v)    | DNF       | DNF-1                              |
| Jelena Prosteva       | Slalom (v)          | 28e       | 1.48,34 (+5,45) — 54,20+54,14      |
| Jelena Prosteva       | Supercombinatie (v) | DNF       | DNF-1                              |
| Jelena Prosteva       | Super G (v)         | 21e       | 1.24,43 (+4,29)                    |
| Ljajsan Rajanova      | Reuzenslalom (v)    | 37e       | 2.36,95 (+9,84) — 1.20,37+1.16,58  |
| Ljajsan Rajanova      | Slalom (v)          | 33e       | 1.50,82 (+7,93) — 55,13+55,69      |
| Ljajsan Rajanova      | Super G (v)         | DNF       | DNF                                |

### Biatlon
| Olympiër                                                               | Discipline                | Resultaat | Prestatie |
| ---------------------------------------------------------------------- | ------------------------- | --------- | --- |
| Nikolaj Kroeglov                                                       | 20 km individueel (m)     | 11e       | 50.40,4 (+2.17,9) pen.: 0 (0 + 0 + 0 + 0)                                                                     |
| Jevgeni Oestjoegov                                                     | 10 km sprint (m)          | 15e       | 25.47,9 (+1.40,1) pen.: 2 (0 + 2)                                                                             |
| Jevgeni Oestjoegov                                                     | 12,5 km achtervolging (m) | 15e       | 35.07,4 (+1.29,0) pen.: 4 (1 + 1 + 2 + 0)                                                                     |
| Jevgeni Oestjoegov                                                     | 20 km individueel (m)     | 4e        | 49.11,8 (+0.49,3) pen.: 1 (0 + 0 + 0 + 1)                                                                     |
| Jevgeni Oestjoegov                                                     | 15 km massastart (m)      | Goud      | 35.35,7 pen.: 0 (0 + 0 + 0 + 0)                                                                               |
| Anton Sjipoelin                                                        | 10 km sprint (m)          | 30e       | 26.18,7 (+2.10,9) pen.: 1 (0 + 1)                                                                             |
| Anton Sjipoelin                                                        | 12,5 km achtervolging (m) | 20e       | 35.34,4 (+1.56,0) pen.: 3 (0 + 1 + 2 + 0)                                                                     |
| Anton Sjipoelin                                                        | 20 km individueel (m)     | 36e       | 52.51,7 (+4.29,2) pen.: 3 (3 + 0 + 0 + 0)                                                                     |
| Anton Sjipoelin                                                        | 15 km massastart (m)      | 22e       | 37.04,7 (+1.29,0) pen.: 3 (1 + 0 + 1 + 1)                                                                     |
| Ivan Tsjerezov                                                         | 10 km sprint (m)          | 10e       | 25.25,9 (+1.18,1) pen.: 2 (1 + 1)                                                                             |
| Ivan Tsjerezov                                                         | 12,5 km achtervolging (m) | 6e        | 34.29,6 (+0.51,2) pen.: 2 (1 + 0 + 1 + 0)                                                                     |
| Ivan Tsjerezov                                                         | 20 km individueel (m)     | 15e       | 50.56,7 (+2.34,2) pen.: 3 (1 + 0 + 2 + 0)                                                                     |
| Ivan Tsjerezov                                                         | 15 km massastart (m)      | 6e        | 36.09,2 (+0.33,5) pen.: 3 (0 + 2 + 0 + 1)                                                                     |
| Maksim Tsjoedov                                                        | 10 km sprint (m)          | 63e       | 27.28,0 (+3,20,2) pen.: 2 (1 + 1)                                                                             |
| Ivan Tsjerezov Anton Sjipoelin Maksim Tsjoedov Jevgeni Oestjoegov      | 4×7,5 km estafette (m)    | Brons     | 1:22.16,9 (+0.38,8) pen.: 0 (0+0 0+4) 20.07,5 (0+0 0+1) 21.05,0 (0+0 0+0) 20.23,2 (0+0 0+0) 20.41,2 (0+0 0+3) |
|                                                                        |                           |           | |
| Anna Bogali-Titovets                                                   | 15 km individueel (v)     | 25e       | 43.46,3 (+2.53,5) pen.: 3 (1 + 0 + 1 + 1)                                                                     |
| Anna Boelygina                                                         | 7,5 km sprint (v)         | 4e        | 20.07,5 (+0.12,1) pen.: 0 (0 + 0)                                                                             |
| Anna Boelygina                                                         | 10 km achtervolging (v)   | 6e        | 31.08,1 (+0.52,1) pen.: 1 (0 + 1 + 0 + 0)                                                                     |
| Anna Boelygina                                                         | 12,5 km massastart (v)    | 30e       | 39.17,2 (+3.57,6) pen.: 8 (4 + 1 + 2 + 1)                                                                     |
| Olga Medvedtseva                                                       | 7,5 km sprint (v)         | 22e       | 21.01,6 (+1.06,0) pen.: 1 (1 + 0)                                                                             |
| Olga Medvedtseva                                                       | 10 km achtervolging (v)   | 20e       | 32.31,9 (+2.15,9) pen.: 3 (0 + 0 + 2 + 1)                                                                     |
| Olga Medvedtseva                                                       | 15 km individueel (v)     | 21e       | 43.25,9 (+2.33,1) pen.: 2 (2 + 0 + 0 + 0)                                                                     |
| Olga Medvedtseva                                                       | 12,5 km massastart (v)    | 4e        | 35.40,8 (+0.21,2) pen.: 0 (0 + 0 + 0 + 0)                                                                     |
| Jana Romanova                                                          | 15 km individueel (v)     | 56e       | 46.41,0 (+5.48,2) pen.: 4 (1 + 0 + 2 + 1)                                                                     |
| Svetlana Sleptsova                                                     | 7,5 km sprint (v)         | 13e       | 20.43,1 (+0.47,5) pen.: 0 (0 + 0)                                                                             |
| Svetlana Sleptsova                                                     | 10 km achtervolging (v)   | 18e       | 32.06,9 (+1.50,9) pen.: 3 (1 + 0 + 0 + 2)                                                                     |
| Svetlana Sleptsova                                                     | 12,5 km massastart (v)    | 14e       | 36.23,3 (+1.03,7) pen.: 3 (0 + 2 + 0 + 1)                                                                     |
| Olga Zajtseva                                                          | 7,5 km sprint (v)         | 7e        | 20.23,4 (+0.27,8) pen.: 0 (0 + 0)                                                                             |
| Olga Zajtseva                                                          | 10 km achtervolging (v)   | 7e        | 31.20,3 (+1.04,3) pen.: 2 (0 + 1 + 1 + 0)                                                                     |
| Olga Zajtseva                                                          | 15 km individueel (v)     | 26e       | 43.46,8 (+2.54,0) pen.: 3 (2 + 1 + 0 + 0)                                                                     |
| Olga Zajtseva                                                          | 12,5 km massastart (v)    | Zilver    | 35.25,1 (+0.05,5) pen.: 1 (0 + 0 + 1 + 0)                                                                     |
| Svetlana Sleptsova Anna Bogali-Titovets Olga Medvedtseva Olga Zaitseva | 4×6 km estafette (v)      | Goud      | 1:09.36,3 pen.: 0 (0+2 0+3) 17.24,4 (0+0 0+0) 17.17,3 (0+1 0+1) 17.27,7 (0+0 0+0) 17.26,9 (0+1 0+2)           |

### Bobsleeën
| Olympiër                                                                  | Discipline      | Resultaat | Prestatie                               |
| ------------------------------------------------------------------------- | --------------- | --------- | --------------------------------------- |
| Aleksandr Zoebkov Aleksej Vojevoda                                        | tweemansbob (m) | Brons     | 3.27,51 (51,79 / 52,02 / 51,80 / 51,90) |
| Dmitri Abramovitsj Sergej Proednikov                                      | tweemansbob (m) | 7e        | 3.28,46 (52,03 / 52,40 / 52,11 / 51,92) |
| Jevgeni Popov Aleksej Kirejev Denis Moisejtsjenkov Andrej Joerkov         | viermansbob (m) | 8e        | 3.26,13 (51,49 /51,16 / 51,67 / 51,81)  |
| Dmitri Abramovitsj Roman Oresjnikov Sergej Proednikov Dimitri Stepoesjkin | viermansbob (m) | 9e        | 3.26,25 (51,32 /51,40 / 51,78 / 51,75)  |
| Aleksandr Zoebkov Filipp Jegorov Petr Moisejev Dmitri Troenenkov          | viermansbob (m) | dns-2     | (52,52 /2e run niet gestart)            |
|                                                                           |                 |           |                                         |
| Anastasia Skoelkina Jelena Doronina                                       | tweemansbob (v) | 9e        | 3.35,93 (54,38 / 53,64 / 54,08 / 53,83) |
| Olga Fjodorova Joelia Timofejeva                                          | tweemansbob (v) | 18e       | 3.41,40 (54,40 / 55,21 / 54,40 / 57,39) |

### Curling
| Olympiër                                                                              | Discipline | Resultaat | Prestatie |
| ------------------------------------------------------------------------------------- | ---------- | --------- | --- |
| Nkeiruku Ezech Margarita Fomina Jekaterina Galkina Ljoedmila Privivkova Anne Sidorova | vrouwen    | 9e        | Groepsfase: 5- 9 Duitsland 7- 3 Denemarken 3-10 Groot-Brittannië 4- 6 Verenigde Staten 5- 8 Zwitserland 10- 1 Zweden 9-12 Japan 7- 4 China 3- 7 Canada |

### Freestyleskiën
| Olympiër              | Discipline    | Resultaat | Prestatie                                                      |
| --------------------- | ------------- | --------- | -------------------------------------------------------------- |
| Dmitri Maroesjtsjak   | aerials (m)   | 20e       | kwalificatie: 20e - uitgeschakeld: 194,96 ptn (88,50 + 106,46) |
| Joeri Sjapkin         | aerials (m)   | dns       | kwalificatie: dns - uitgeschakeld                              |
| Andrej Volkov         | moguls (m)    | 25e       | kwalificatie: 25e - uitgeschakeld: 21.95 ptn                   |
| Denis Dolgodvorov     | moguls (m)    | 13e       | 23.59 ptn kwalificatie: 16e - 23.22 ptn                        |
| Aleksandr Smysjljajev | moguls (m)    | 10e       | 24.38 ptn kwalificatie: 11e - 23.80 ptn                        |
| Sergej Volkov         | moguls (m)    | 28e       | kwalificatie: 28e - uitgeschakeld: 12.22 ptn                   |
| Jegor Korotkov        | ski cross (m) | 25e       | kwalificatie: 20e (1.14,54) achtste finale: 3e - uitgeschakeld |
|                       |               |           |                                                                |
| Marina Tsjerkasova    | moguls (v)    | 13e       | 21.09 ptn kwalificatie: 7e - 23.98 ptn                         |
| Regina Rachimova      | moguls (v)    | 9e        | 22.70 ptn kwalificatie: 20e - 20.92 ptn                        |
| Darja Serova          | moguls (v)    | 15e       | 20.84 ptn kwalificatie: 13e - 22.15 ptn                        |
| Jekaterina Stoljarova | moguls (v)    | 7e        | 23.55 ptn kwalificatie: 16e - 21.51 ptn                        |
| Joelia Livinskaja     | ski cross (v) | 32e       | kwalificatie: 32e (1.22,83) achtste finale: 4e - uitgeschakeld |

dns: niet gestart

### IJshockey
| Olympiër | Discipline | Resultaat   | Prestatie |
| --- | ---------- | ----------- | --- |
| Maksim Afinogenov Ilja Bryzgalov Pavel Datsjoek Sergej Fjodorov Sergej Gontsjar Denis Grebesjkov Dmitri Kalinin Konstantin Kornejev Ilja Kovaltsjoek Viktor Kozlov Jevgeni Malkin Andrej Markov Aleksej Morozov Jevgeni Nabokov Ilja Nikoelin Aleksandr Ovetsjkin Aleksandr Radoelov Aleksandr Semin Fedor Tjoetin Semjon Varlamov Anton Voltsjenkov Danis Zaripov Sergej Zinovjev | mannen     | kwartfinale | Groep B: 8- 2 Letland 1- 2(np) Slowakije 4- 2 Tsjechië Kwartfinale: 3- 7 Canada                                           |
| |            |             | |
| Jekaterina Ananina Tatjana Boerina Joelia Deoelina Inna Djoebanok Irina Gasjennikova Iya Gavrilova Aleksandra Kapoestina Alena Chomich Jekaterina Lebedeva Maria Onolbajeva Olga Permjakova Kristina Petrovskaja Anna Proegova Marina Sergina Anna Sjtsjoekina Jekaterina Smolentseva Olga Sosina Tatjana Sotnikova Svetlana Terenteva Svetlana Tkatsjeva Aleksandra Vafina        | vrouwen    | 6e          | Groep B: 1- 5 Finland 0-13 Verenigde Staten 2- 1 China Plaatsing 5-8: 4- 2 Slowakije Plaatsing 5-6: 1- 2 (nv) Zwitserland |

### Kunstrijden
| Olympiër                           | Discipline | Resultaat | Prestatie                                                                  |
| ---------------------------------- | ---------- | --------- | -------------------------------------------------------------------------- |
| Jevgeni Pljoesjtsjenko             | mannen     | Zilver    | 256.36 (korte kür: 90.85, vrije kür: 165.51)                               |
| Artem Borodoelin                   | mannen     | 13e       | 210.16 (korte kür: 72.24, vrije kür: 137.92)                               |
| Alena Leonova                      | vrouwen    | 9e        | 172.46 (korte kür: 62.14, vrije kür: 110.32)                               |
| Ksenia Makarova                    | vrouwen    | 10e       | 171.91 (korte kür: 59.22, vrije kür: 112.69)                               |
| Joeko Kavagoeti Aleksandr Smirnov  | paren      | 4e        | 194.77 (korte kür: 74.16, vrije kür: 120.61)                               |
| Maria Moechortova Maksim Trankov   | paren      | 7e        | 185.79 (korte kür: 63.44, vrije kür: 122.35)                               |
| Vera Bazarova Joeri Larionov       | paren      | 11e       | 163.50 (korte kür: 56.54, vrije kür: 106.96)                               |
| Oksana Domnina Maksim Sjabalin     | ijsdansen  | Brons     | 207.64 (verplichte dans: 43.76, originele dans: 62.84, vrije dans: 101.04) |
| Jana Chochlova Sergej Novitski     | ijsdansen  | 9e        | 185.86 (verplichte dans: 37.18, originele dans: 55.57, vrije dans: 93.11)  |
| Jekaterina Bobrova Dmitri Solovjov | ijsdansen  | 15e       | 163.35 (verplichte dans: 26.86, originele dans: 50.61, vrije dans: 82.88)  |

### Langlaufen
| Olympiër                                                                         | Discipline              | Resultaat | Prestatie |
| -------------------------------------------------------------------------------- | ----------------------- | --------- | --- |
| Michail Devjatjarov jr.                                                          | sprint (m)              | HF        | kwalificatie: 3.38,82 (+4.25) 16e; kwartfinale-3: 3.35,3 (+0,8) 4e; halve finale-2: 3.37,6 (+1,1)                   |
| Nikita Krjoekov                                                                  | sprint (m)              | Goud      | kwalificatie: 3.36,46 (+1,89) 4e; kwartfinale-2: 3.37,2 (+0,3) 2e; halve finale-1: 3.34,6 (+0,3) 3e; finale: 3.36,3 |
| Aleksandr Legkov                                                                 | 15 km vrije stijl (m)   | 15e       | 34.51,1 (+1.14,8)                                                                                                   |
| Aleksandr Legkov                                                                 | 30 km achtervolging (m) | 4e        | 1:15.14,2 (+4,0) |
| Aleksandr Legkov                                                                 | 50 km klassiek (m)      | 14e       | 2:05.53,3 (+17,8)                                                                                                   |
| Nikolaj Morilov                                                                  | sprint (m)              | KF        | kwalificatie: 3.40.22 (+5,65) 23e; kwartfinale-5: 3.40,2 (+2,4) 6e                                                  |
| Sergej Novikov                                                                   | 30 km achtervolging (m) | 43e       | 1:22.44,3 (+7.32,9)                                                                                                 |
| Nikolaj Pankratov                                                                | 30 km achtervolging (m) | 32e       | 1:19.48,9 (+4.37,5)                                                                                                 |
| Aleksandr Panzjinski                                                             | sprint (m)              | Zilver    | kwalificatie: 3.34,57 (1e); kwartfinale-1: 3.36,4 (1e); halve finale-2: 3.34,2 (1e); finale: 3.36,3 (+0,0)          |
| Petr Sedov                                                                       | 15 km vrije stijl (m)   | 26e       | 35.06,2 (+1.29,9)                                                                                                   |
| Petr Sedov                                                                       | 50 km klassiek (m)      | 24e       | 2:07.35,4 (+1.59,9)                                                                                                 |
| Sergej Sjirjajev                                                                 | 15 km vrije stijl (m)   | 31e       | 35.14,5 (+1.38,2)                                                                                                   |
| Sergej Sjirjajev                                                                 | 50 km klassiek (m)      | dnf       | niet gefinisht |
| Maksim Vylegsjanin                                                               | 15 km vrije stijl (m)   | 9e        | 34.31,6 (+55,3) |
| Maksim Vylegsjanin                                                               | 30 km achtervolging (m) | 17e       | 1:17.04,2 (+1.52,8)                                                                                                 |
| Maksim Vylegsjanin                                                               | 50 km klassiek (m)      | 8e        | 2:05.46,4 (+10,9)                                                                                                   |
| Nikolaj Morilov Aleksej Petoechov                                                | teamsprint (m)          | Brons     | halve finale-1: 18.47,6 (1e); finale: 19.02,5 (+1,5)                                                                |
| Team Rusland Nikolay Pankratov Petr Sedov Alexander Legkov Maksim Vylegsjanin    | 4× 10 km (m)            | 8e        | 1:47.04,7 (+1.59,3) 28.33,4 28.07,4 24.56,9 25.27,0                                                                 |
|                                                                                  |                         |           | |
| Irina Chazova                                                                    | 10 km vrije stijl (v)   | 20e       | 26.08,7 (+1.10,3)                                                                                                   |
| Irina Chazova                                                                    | 15 km achtervolging (v) | 13e       | 41.56,1 (+1.58,0)                                                                                                   |
| Natalja Korosteleva                                                              | sprint (v)              | HF        | kwalificatie: 3.45,56 (+7,51) 14e; kwartfinale-2: 3.42,9 (+1,0) 2e; halve finale-1: 3.48,1 (+8,8) 6e                |
| Natalja Korosteleva                                                              | 10 km vrije stijl (v)   | 19e       | 26.07,0 (+1.08,6)                                                                                                   |
| Jevgenia Medvedeva                                                               | 10 km vrije stijl (v)   | 7e        | 25.26,5 (+28,1) |
| Jevgenia Medvedeva                                                               | 15 km achtervolging (v) | 40e       | 43.59,6 (+4.01,5)                                                                                                   |
| Olga Rotsjeva                                                                    | sprint (v)              | kw.       | kwalificatie: 3.53,87 (+15,82) 40e;                                                                                 |
| Olga Rotsjeva                                                                    | 15 km achtervolging (v) | 26e       | 42.30,5 (+2.32,4)                                                                                                   |
| Olga Rotsjeva                                                                    | 30 km klassiek (v)      | 30e       | 1:37.15,5 (+6.41,8)                                                                                                 |
| Olga Savjalova                                                                   | 10 km vrije stijl (v)   | 12e       | 25.57,7 (+59,3) |
| Olga Savjalova                                                                   | 30 km klassiek (v)      | 23e       | 1:34.46,3 (+4.12,6)                                                                                                 |
| Olga Sjoetsjkina                                                                 | 30 km klassiek (v)      | 38e       | 1:38.30,3 (+7.56,6)                                                                                                 |
| Jevgenia Sjapovalova                                                             | sprint (v)              | KF        | kwalificatie: 3.49,52 (+11.47) 26e; kwartfinale-3: 3.43,2 (+4,4) 6e                                                 |
| Jelena Toeryssjeva                                                               | sprint (v)              | kw.       | kwalificatie: 3.51,99 (+13,94) 35e;                                                                                 |
| Olga Savjalova                                                                   | 15 km achtervolging (v) | 12e       | 41.38,3 (+1.40,2)                                                                                                   |
| Irina Chazova Natalja Korosteleva                                                | teamsprint (v)          | Brons     | halve finale-1: 18.48,0 (5e); finale: 18.07,7 (+4,0)                                                                |
| Team Rusland Olga Savjalova Irina Chazova Jevgenia Medvedeva Natalja Korosteleva | 4× 5 km (v)             | 8e        | 57.00,9 (+1.41,4) 15.15,2 15.19,0 13.01,1 13.25,6                                                                   |

### Noordse combinatie
| Olympiër           | Discipline                   | Resultaat | Prestatie                                                          |
| ------------------ | ---------------------------- | --------- | ------------------------------------------------------------------ |
| Sergej Maslennikov | gundersen normale schans (m) | 42e       | schansspringen: 95,5 m - 111,5 p (32e + 1.36) langlaufen: 29.29,3  |
| Sergej Maslennikov | gundersen grote schans (m)   | 36e       | schansspringen: 118,5 m - 101,2 p (21e + 1.43) langlaufen: 29.25,7 |
| Nijaz Nabejev      | gundersen grote schans (m)   | 43e       | schansspringen: 115,5 m - 95,3 p (26e + 2.07) langlaufen: 30.42,7  |

### Rodelen
| Olympiër                                | Discipline | Resultaat | Prestatie                                    |
| --------------------------------------- | ---------- | --------- | -------------------------------------------- |
| Albert Demtsjenko                       | mannen     | 4e        | 3.14,405 (48,590 / 48,579 / 48,769 / 48,467) |
| Viktor Kneib                            | mannen     | 12e       | 3.15,732 (48,899 / 48,862 / 49,224 / 48,747) |
| Stepan Fjodorov                         | mannen     | 21e       | 3.16,217 (49,214 / 48,859 / 49,123 / 49,021) |
|                                         |            |           |                                              |
| Tatjana Ivanova                         | vrouwen    | 4e        | 2.47,181 (41,816 / 41,601 / 41,914 / 41,850) |
| Aleksandra Rodionova                    | vrouwen    | 6e        | 2.47,456 (41,828 / 41,731 / 41,984 / 41,913) |
| Natalia Choreva                         | vrouwen    | 10e       | 2.47,984 (41,932 / 41,785 / 42,175 / 42,092) |
|                                         |            |           |                                              |
| Vladislav Joezjakov Vladimir Machnoetin | dubbel     | 10e       | 1.23,746 (41,798 / 41,948)                   |
| Michail Koezmitsj Stanislav Michejev    | dubbel     | 14e       | 1.24,155 (42,174 / 41,981)                   |

### Schaatsen
| Olympiër                                                                   | Discipline               | Resultaat | Prestatie                                                                         |
| -------------------------------------------------------------------------- | ------------------------ | --------- | --------------------------------------------------------------------------------- |
| Timofej Skopin                                                             | 500 m (m)                | 35e       | 72,947 (36,482 + 36,465)                                                          |
| Dmitri Lobkov                                                              | 500 m (m)                | 14e       | 70,468 (35,133 + 35,335)                                                          |
| Dmitri Lobkov                                                              | 1000 m (m)               | 21e       | 1.10,795                                                                          |
| Jevgeni Lalenkov                                                           | 500 m (m)                | 36e       | 73,034 (36,420 + 36,614)                                                          |
| Jevgeni Lalenkov                                                           | 1000 m (m)               | 11e       | 1.10,14                                                                           |
| Jevgeni Lalenkov                                                           | 1500 m (m)               | 11e       | 1.47,06                                                                           |
| Aleksandr Lebedev                                                          | 500 m (m)                | 32e       | 72,420 (36,144 + 36,276)                                                          |
| Aleksandr Lebedev                                                          | 1000 m (m)               | 38e       | 1.12,78                                                                           |
| Aleksandr Lebedev                                                          | 1500 m (m)               | 36e       | 1.52,09                                                                           |
| Aleksej Jesin                                                              | 1000 m (m)               | 22e       | 1.10,797                                                                          |
| Aleksej Jesin                                                              | 1500 m (m)               | 21e       | 1.48,65                                                                           |
| Ivan Skobrev                                                               | 1500 m (m)               | 4e        | 1.46,42                                                                           |
| Ivan Skobrev                                                               | 5000 m (m)               | Brons     | 6.18,05                                                                           |
| Ivan Skobrev                                                               | 10.000 m (m)             | Zilver    | 13.02,07                                                                          |
| Aleksandr Roemjantsev                                                      | 5000 m (m)               | dsq       | gediskwalificeerd                                                                 |
| Aleksandr Roemjantsev                                                      | 10.000 m (m)             | 13e       | 13.45,77                                                                          |
|                                                                            |                          |           |                                                                                   |
| Svetlana Kajkan                                                            | 500 m (v)                | 22e       | 78,632 (39,442 + 39,210)                                                          |
| Joelia Nemaja                                                              | 500 m (v)                | dsq       | 147.040 (38,594 + 108.446)                                                        |
| Olga Fatkoelina                                                            | 500 m (v)                | 20e       | 78,436 (39,359 + 39,077)                                                          |
| Olga Fatkoelina                                                            | 1000 m (v)               | 20e       | 1.18,13                                                                           |
| Jekaterina Malysjeva                                                       | 500 m (v)                | 24e       | 78,729 (39,782 + 38,947)                                                          |
| Jekaterina Malysjeva                                                       | 1000 m (v)               | 27e       | 1.18,56                                                                           |
| Jekaterina Lobysjeva                                                       | 1000 m (v)               | 28e       | 1.18,78(5)                                                                        |
| Jekaterina Lobysjeva                                                       | 1500 m (v)               | 11e       | 1.59,01                                                                           |
| Jekaterina Sjichova                                                        | 1000 m (v)               | 11e       | 1.17,46                                                                           |
| Jekaterina Sjichova                                                        | 1500 m (v)               | 8e        | 1.58,54                                                                           |
| Jekaterina Abramova                                                        | 1500 m (v)               | 32e       | 2.03,19                                                                           |
| Alla Sjabanova                                                             | 1500 m (v)               | 12e       | 1.59,35                                                                           |
| Galina Lichatsjova                                                         | 3000 m (v)               | 20e       | 4.17,63                                                                           |
| Svetlana Vysokova                                                          | 3000 m (v)               | 18e       | 4.16,91                                                                           |
| Svetlana Vysokova                                                          | 5000 m (v)               | 13e       | 7.23,33                                                                           |
| Galina Lichatsjova Jekaterina Lobysjeva Alla Sjabanova Jekaterina Sjichova | ploegenachtervolging (v) | 7e        | kwartfinale: 3.04,86, verloor van Polen 7e/8e plaats: 3.06,47, won van Zuid-Korea |

### Schansspringen
| Olympiër                                                       | Discipline              | Resultaat | Prestatie |
| -------------------------------------------------------------- | ----------------------- | --------- | --- |
| Dmitri Ipatov                                                  | normale schans ind. (m) | 46e       | 102,5 p. (91,0 m en dnq) kwalificatie 33e — 113,5 p. (96,0 m)                                                                    |
| Dmitri Ipatov                                                  | grote schans ind. (m)   | 47e       | 63,9 p. (100,5,0 m en dnq) kwalificatie 37e — 102 p. (120,0 m)                                                                   |
| Pavel Karelin                                                  | normale schans ind. (m) | 33e       | 111,5 p. (95,0 m en dnq) kwalificatie 27e — 116,5 p. (97,5 m)                                                                    |
| Pavel Karelin                                                  | grote schans ind. (m)   | 38e       | 80,2 p. (109,0 m en dnq) kwalificatie 24e — 119,3 p. (128,5 m)                                                                   |
| Denis Kornilov                                                 | normale schans ind. (m) | 26e       | 232,5 p. (98,0 m en 96,5 m) kwalificatie 26e — 117 p. (97,5 m)                                                                   |
| Denis Kornilov                                                 | grote schans ind. (m)   | 35e       | 85,2 p. (111,5 m en dnq) kwalificatie 14e — 127,6 p. (132,0 m)                                                                   |
| Ilja Rosliakov                                                 | normale schans ind. (m) | 55e       | kwalificatie: 45e — uitgeschakeld: 104,5 p. (92,0 m)                                                                             |
| Ilja Rosliakov                                                 | grote schans ind. (m)   | 44e       | 73,9 p. (105,5,0 m en dnq) kwalificatie 38e — 101,1 p. (119,5 m)                                                                 |
| Team Pavel Karelin Denis Kornilov Ilja Rosliakov Dmitri Ipatov | grote schans team (m)   | 10e       | 414,1 punten, niet geplaatst voor de tweede ronde 90,6 p. (114,5 m.) 122,1 p. (129,5 m.) 101,1 p. (119,5 m.) 100,3 p. (118,5 m.) |

### Shorttrack
| Olympiër            | Discipline | Resultaat | Prestatie                              |
| ------------------- | ---------- | --------- | -------------------------------------- |
| Semjon Jelistratov  | 500 m (m)  | 24e       | vr2: 42,982 (3e)                       |
| Semjon Jelistratov  | 1000 m (m) | 24e       | vr5: 1.27,254 (3e)                     |
| Semjon Jelistratov  | 1500 m (m) | 24e       | vr4: 2.15,455 (4e)                     |
| Roeslan Zacharov    | 500 m (m)  | 27e       | vr4: 43,207 (4e)                       |
| Roeslan Zacharov    | 1000 m (m) | 29e       | vr6: 1.26,883 (4e)                     |
| Roeslan Zacharov    | 1500 m (m) | 31e       | vr1: 2.14,929 (6e)                     |
|                     |            |           |                                        |
| Olga Beljakova      | 1500 m (v) | 30e       | vr4: 2.26,762 (6e)                     |
| Nina Jevtejeva      | 1000 m (v) | 24e       | vr5: 1.31,302 (4e)                     |
| Nina Jevtejeva      | 1500 m (v) | 16e       | vr1: 2.24,277 (3e), hf1: 2.25,414 (6e) |
| Valerija Potjomkina | 500 m (m)  | 25e       | vr2: 44,952 (4e)                       |
| Valerija Potjomkina | 1000 m (v) | 26e       | vr6: 1.36,438 (4e)                     |
| Valerija Potjomkina | 1500 m (v) | 27e       | vr2: 2.28,405 (5e)                     |

### Skeleton
| Olympiër            | Discipline | Resultaat | Prestatie                               |
| ------------------- | ---------- | --------- | --------------------------------------- |
| Aleksandr Tretjakov | mannen     | Brons     | 3.30,75 (52,70 / 53,05 / 52,30 / 52,70) |
| Sergej Tsjoedinov   | mannen     | 12e       | 3.32,95 (53,64 / 53,26 / 53,13 / 52,92) |
|                     |            |           |                                         |
| Svetlana Troenova   | vrouwen    | 16e       | 3.42,19 (56,47 / 55,32 / 55,23 / 55,17) |
| Jelena Joedina      | vrouwen    | 18e       | 3.42,79 (55,42 / 56,06 / 55,54 / 55,77) |

### Snowboarden
| Olympiër                | Discipline               | Resultaat | Prestatie |
| ----------------------- | ------------------------ | --------- | --- |
| Andrej Boldikov         | cross (m)                | 15e       | kwalificatie: 20e (1.23,28) achtste finale: 1e kwartfinale: 3e - uitgeschakeld |
| Stanislav Detkov        | parallelreuzenslalom (m) | 4e        | kwalificatie: 11e (1.18,29) achtste finale: gewonnen van Michael Lambert ( CAN) kwartfinale: gewonnen van Simon Schoch ( SUI) halve finale: verloren van Jasey-Jay Anderson ( CAN) plaats 3-4: verloren van Mathieu Bozzetto ( FRA) |
|                         |                          |           | |
| Svetlana Boldikova      | parallelreuzenslalom (v) | 24e       | kwalificatie: 24e (1.26,66) - uitgeschakeld |
| Jekaterina Iljoechina   | parallelreuzenslalom (v) | Zilver    | kwalificatie: 4e (1.23,43) achtste finale: gewonnen van Michelle Gorgone ( USA) kwartfinale: gewonnen van Amelie Kober ( GER) halve finale: gewonnen van Marion Kreiner ( AUT) finale: verloren van Nicolien Sauerbreij ( NED)      |
| Jekaterina Toedegesjeva | parallelreuzenslalom (v) | 10e       | kwalificatie: 5e (1.23,72) achtste finale: verloren van Amelie Kober ( GER) - uitgeschakeld |
| Alena Zavarzina         | parallelreuzenslalom (v) | 17e       | kwalificatie: 17e (1.25,51) - uitgeschakeld |

Albanië · Algerije · Andorra · Argentinië · Armenië · Australië · Azerbeidzjan · België · Bermuda · Bosnië en Herzegovina · Brazilië · Bulgarije · Canada · Chili · China · Chinees Taipei · Colombia · Cyprus · Denemarken · Duitsland · Estland · Ethiopië · Finland · Frankrijk · Georgië · Ghana · Griekenland · Groot-Brittannië · Hongarije · Hongkong · Ierland · IJsland · India · Iran · Israël · Italië · Jamaica · Japan · Kaaimaneilanden · Kazachstan · Kirgizië · Kroatië · Letland · Libanon · Liechtenstein · Litouwen · Macedonië · Marokko · Mexico · Moldavië · Monaco · Mongolië · Montenegro · Nederland · Nepal · Nieuw-Zeeland · Noord-Korea · Noorwegen · Oekraïne · Oezbekistan · Oostenrijk · Pakistan · Peru · Polen · Portugal · Roemenië · Rusland · San Marino · Senegal · Servië · Slovenië · Slowakije · Spanje · Tadzjikistan · Tsjechië · Turkije · Verenigde Staten · Wit-Rusland · Zuid-Afrika · Zuid-Korea · Zweden · Zwitserland